# Holobî
Holobî (în ucraineană Голоби) este o așezare de tip urban din raionul Kovel, regiunea Volînia, Ucraina. În afara localității principale, mai cuprinde și satele Bruhovîci, Kalînovnîk, Nujel, Pohinkî și Vivcîțk.

## Demografie
Componența lingvistică a așezării de tip urban Holobî
     Ucraineană (98,73%)
     Rusă (1,16%)
     Alte limbi (0,05%)
Conform recensământului din 2001, majoritatea populației așezării de tip urban Holobî era vorbitoare de ucraineană (98,73%), existând în minoritate și vorbitori de rusă (1,16%).